# Don't Be Shy...
Don't Be Shy... è l'album di debutto della cantante e attrice italiana Viola, pubblicato nel 2006.

## Descrizione
Tutte le tracce sono state scritte dalla stessa Violante Placido, con la collaborazione di Giulio Corda (ex Giuliodorme). Per lo più cantate in inglese, le canzoni dell'album si ispirano al rock delle cantautrici americane Alanis Morisette e Suzanne Vega e al sound di artiste come Beth Orton.
Il primo singolo estratto è stato Still I, seguito da How to Save Your Life.

## Tracce
1. Together – 4:06
2. Still I – 3:15
3. How to Save Your Life – 4:59
4. Skunk – 3:52
5. Poor Little Girl – 4:07
6. So Far – 4:46
7. Together – 1:37
8. Niente Si Muove – 4:47
9. A Zero – 4:39
10. With You – 3:26